# Šenako
Šenako (gruzínsky შენაქო) je vysokohorská vesnice v kraji Kachetie v Gruzii. Leží na jižním svahu bočního hřbetu Velkého Kavkazu v historické oblasti Tušetie asi 100 km severovýchodně od okresního města Achmeta nedaleko hranice s Dagestánem v Ruské federaci.
Šenako je jednou z několika populárních vesnic ve vysokohorské historické oblasti Tušetie přístupných terénním vozidlem přes průsmyk Abano. Má přímý výhled na horu Diklosmta. Nachází se zde řada domů gruzínské národní architektury a starý kostel Nejsvětější Trojice.

### Externí odkazy

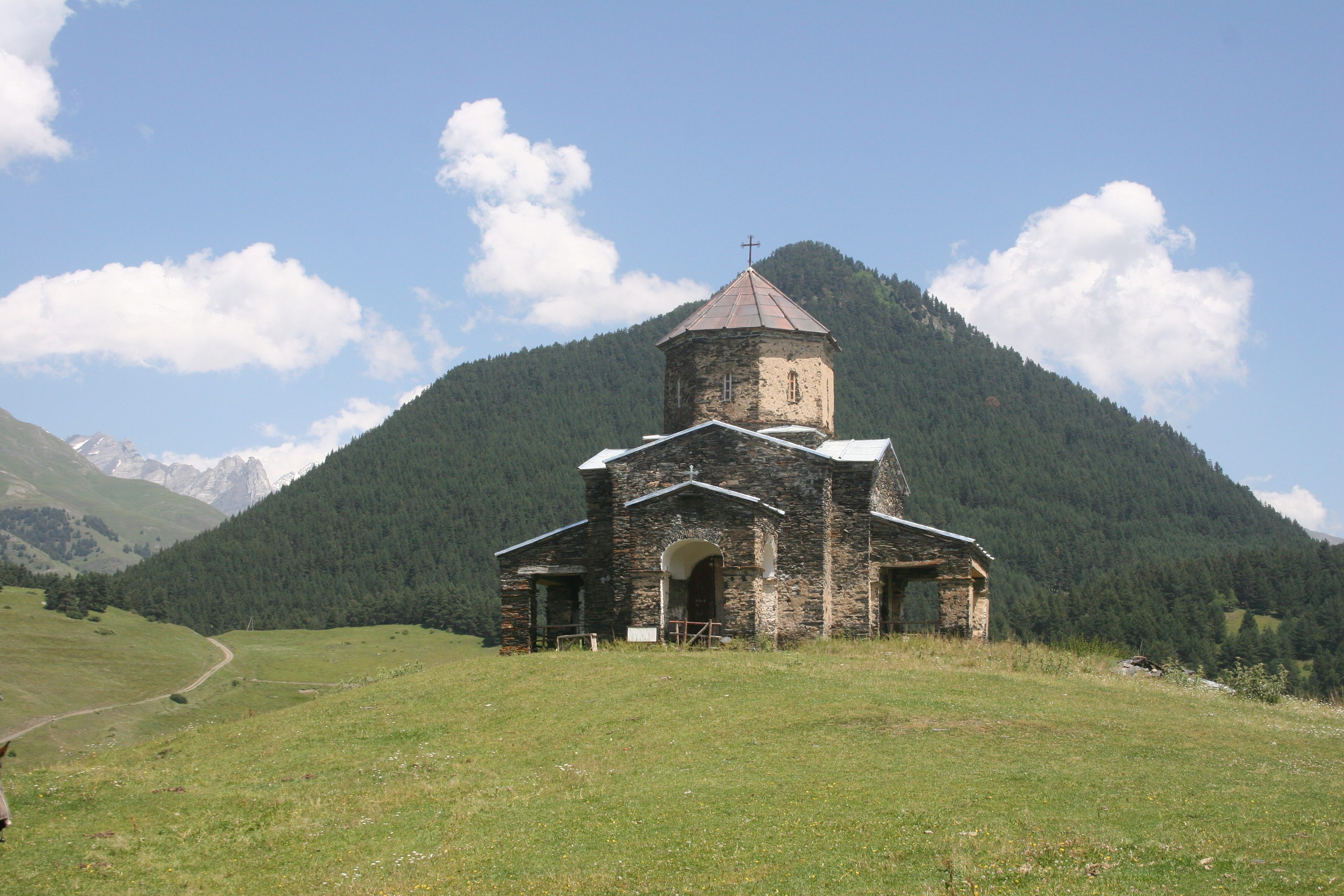
Kostel Nejsvětější Trojice